# Corsiglièse
Le Corsiglièse est une rivière française du département Haute-Corse de la région Corse et un affluent rive gauche du fleuve le Tavignano.

## Géographie
D'une longueur de 24,3 kilomètres, le Corsiglièse prend sa source sur la commune de Sant'Andréa-di-Bozio à l'altitude 970 mètres, près du lieu-dit Campidondico.
Il coule globalement du nord-ouest vers le sud-est.
Il conflue sur la commune de Giuncaggio, à l'altitude 55 mètres, sous la ligne électrique à haute tension, entre les lieux-dits Corsiglièse et Cavalli.

### Communes et cantons traversés
Dans le seul département de la Haute-Corse, le Corsiglièse traverse huit communes et deux cantons :
- dans le sens amont vers aval : (source) Sant'Andréa-di-Bozio, Piedicorte-di-Gaggio, Ampriani, Zalana, Pietraserena, Tallone, Pancheraccia, Giuncaggio (confluence).

Soit en termes de cantons, le Corsiglièse prend source dans l'ancien canton de Bustanico, traverse l'ancien canton de Moïta-Verde, conflue dans le même ancien canton de Bustanico, mais aujourd'hui prend source dans le canton de Golo-Morosaglia
et conflue dans le canton de Ghisonaccia, le tout dans l'arrondissement de Corte.

### Bassin versant
Le bassin versant « Le Tavignano du Vecchio à la mer Méditerranée (zone Y911 exclue) » (Y910) est de 693 km2. 

### Organisme gestionnaire
L'organisme gestionnaire est le Comité de bassin de Corse, depuis la loi corse du 22 janvier 2002.

## Affluents
Le Corsiglièse a dix-neuf affluents référencés :
- le ruisseau de Brancuccia (rg[note 1]), sur la seule commune de Sant'Andréa-di-Bozio.
- le ruisseau de Ciotte (rg), sur la seule commune de Sant'Andréa-di-Bozio.
- ----- le ruisseau de Vaccili (rd), sur la seule commune de Piedicorte-di-Gaggio.
- ----- le ruisseau d'Osse (rd), sur la seule commune de Piedicorte-di-Gaggio.
- le ruisseau des Moulins (rg), sur les deux communes de Zuani et Ampriani.
- le ruisseau de Suera (rg), sur la seule commune de Ampriani.
- le ruisseau de Tempiu (rg), sur la seule commune de Ampriani.
- ----- le ruisseau de Cognolare (rd), sur la seule commune de Pietraserena.
- ----- le ruisseau de Rejone (rd), sur la seule commune de Pietraserena.
- le ruisseau de Casamora (rg), sur la seule commune de Zalana.
- le ruisseau de Noce Fiuminale (rg), sur les deux communes de Zalana et Tallone.
- ----- le ruisseau de Mandriale (rd), sur la seule commune de Pancheraccia.
- ----- le ruisseau de Fontanello (rd), sur la seule commune de Pancheraccia.
- le ruisseau de Barbuzani (rg), sur la seule commune de Tallone.
- ----- le ruisseau de Chierchiaje (rd), sur la seule commune de Pancheraccia.
- le ruisseau de Molinello (rg), sur la seule commune de Tallone.
- ----- le ruisseau de Campu a l'Olivu (rd), sur la seule commune de Pancheraccia.
- ----- le ruisseau de Ciocciu (rd), sur la seule commune de Pancheraccia.
- ----- le ruisseau de Cardiccia (rd), sur la seule commune de Pancheraccia.

### Rang de Strahler
Le rang de Strahler est de quatre.